# Eremias lalezharica
Espèce
Statut de conservation UICN

 LC  : Préoccupation mineure
Eremias lalezharica est une espèce de sauriens de la famille des Lacertidae.

## Répartition
Cette espèce est endémique de la province de Kerman en Iran.

## Étymologie
Son nom d'espèce lui a été donné en référence au lieu de sa découverte, Lalehzar.

## Publication originale
- Moravec, 1994 : A new lizard from Iran, Eremias (Eremias) lalezharica sp. n. (Reptilia: Lacertilia: Lacertidae). Bonner zoologische Beiträge, vol. 45, p. 61-66 (texte intégral).